# عبدالعزیز العریانی
عبدالعزیز العریانی (انگلیسی: Abdulaziz Al-Aryani؛ زادهٔ ۱۳ فوریهٔ ۱۹۹۶) یک ورزشکار اهل عربستان سعودی است.